# Copacabana (piosenka)
„Copacabana” (lub „Copacabana (At the Copa)”) – utwór muzyczny z 1978 roku, pierwotnie nagrany przez Barry’ego Manilowa. Autorami piosenki są Manilow, Bruce Sussman oraz Jack Feldman. „Copacabana” trafiła na singiel promujący album Even Now (1978).

## Ogólne informacje
Tytuł utworu zaczerpnięty został z nazwy nowojorskiego klubu nocnego. Opowiada historię Loli, tzw. „showgirl”, oraz jej chłopaka, Tony’ego, barmana z tego klubu. Piosenka została użyta na ścieżce dźwiękowej filmu Nieczyste zagranie oraz nagrodzona statuetką Grammy w 1979 roku. Wydano również 12-calowy singel, „Copacabana (En el Copa)” z hiszpańską wersją piosenki, często wykorzystywany wówczas w dyskotekach. W 1985 roku twórcy „Copacabany” rozszerzyli ją do formy musicalu napisanego na potrzeby telewizji, pisząc wiele nowych piosenek na temat tancerki Loli i Tony’ego.

## Pozycje na listach
| Lista             | Pozycja |
| ----------------- | ------- |
| Belgia            | 5       |
| Francja           | 2       |
| Holandia          | 7       |
| Niemcy            | 23      |
| Nowa Zelandia     | 37      |
| Stany Zjednoczone | 8       |

## Wersje innych wykonawców
- Niemiecki muzyk James Last nagrał własną wersję piosenki w 1979 roku.
- Paul de Leeuw wydał swój cover jako „Kopa Koopavond” w 1994 roku.
- W 2005 roku francuska piosenkarka Amanda Lear nagrała własną wersję utworu, która następnie znalazła się na jej składance największych przebojów, Forever Glam!. Na singlu umieszczono także nagranie „Do U Wanna See It?” z albumu Heart, oraz teledysk do piosenki „Love Boat”[9].
- John Barrowman nagrał cover na potrzeby trzeciego solowego albumu w 2010 roku.